# Stowarzyszenie Willa Decjusza
Stowarzyszenie Willa Decjusza – instytucja kulturalna tworząca forum wymiany myśli przedstawicieli różnych kultur, narodowości i obszarów zainteresowań oraz poszukiwań i wzajemnych inspiracji dla pracy twórczej. W realizacji swych programów współpracuje z instytucjami krajowymi i zagranicznymi, które dążą do rozwoju wartości istniejących w kulturach regionalnych, wspierają procesy integracji europejskiej oraz propagują humanistyczne dziedzictwo cywilizacji europejskiej. Organizacja założona w 1995 roku, działalność rozpoczęła w 1996 roku w odnowionej Willi Decjusza – renesansowym obiekcie powstałym w 1535 roku z inicjatywy Justusa Ludwika Decjusza. Stowarzyszenie od 2007 jest organizacją pożytku publicznego.
U podstaw wszelkich programów Stowarzyszenia leży idea spotkań przedstawicieli różnych dziedzin nauki i kultury, narodowości i obszarów zainteresowań, idea wymiany myśli, promując pluralizm i tolerancję w życiu publicznym. Wiele projektów ma charakter interdyscyplinarny, umożliwiający wieloaspektowe spojrzenie na rolę kultury we współczesnym świecie, zagadnienia międzynarodowej współpracy kulturalnej, metody zarządzania kulturą i sposoby jej finansowania. Równie ważne miejsce w tych programach przyznaje Willa Decjusza roli pisarzy i tłumaczy w dialogu społecznym, integracji europejskiej, ochronie dziedzictwa kulturowego, problematyce mniejszości narodowych i kształtowaniu postaw tolerancji.
Adresatami programów Stowarzyszenia są nie tylko przedstawiciele środowisk nauki, sztuki i polityki ale również menadżerowie i przedsiębiorcy pracujący na styku różnych kultur. Podobnie jak przed wiekami, Willa Decjusza jest nadal chętnie odwiedzana przez znamienitych gości, wybitnych naukowców, artystów i autorytety życia społecznego, kulturalnego i politycznego. W ten sposób idee Renesansu, towarzyszące początkom Willi Decjusza odżywają a realizowane przez Stowarzyszenie projekty doskonale wpisują w specyfikę i tradycję historycznej Willi.

## Cele[2]
- popieranie, rozwijanie i propagowanie twórczości artystycznej i literackiej,
- międzynarodowa współpraca kulturalna i intelektualna,
- podtrzymywanie tradycji oraz rozwój świadomości narodowej, obywatelskiej i kulturowej,
- tworzenie i prowadzenie studiów zaawansowanych, programów stypendialnych i szkół letnich,
- prowadzenie działalności wspomagającej rozwój kulturalny wspólnot i społeczności lokalnych,
- prowadzenie edukacji i upowszechnianie oświaty kulturalnej,
- wspieranie i stymulowanie prac naukowo-badawczych,
- prowadzenie działalności na rzecz integracji europejskiej oraz rozwijania kontaktów i współpracy między społeczeństwami,
- ochrona zabytkowego zespołu pałacowo-parkowego Willi Decjusza i jego udostępnianie,
- utrzymywanie, ochrona zgromadzonych w Willi Decjusza dóbr kultury polskiej i tradycji oraz ich pomnażanie i udostępnianie,
- prowadzenie działalności na rzecz upowszechniania i ochrony wolności i praw człowieka oraz swobód obywatelskich, a także innych działań wspomagających rozwój demokracji,
- działalność na rzecz mniejszości narodowych,
- promocja i organizacja wolontariatu,
- podejmowanie innych inicjatyw kulturalnych i społecznych[3].

## Niektóre projekty
- Letnia Szkoła Wyszehradzka  – program edukacyjny skierowany do studentów, doktorantów, nauczycieli i dziennikarzy z państw Grupy Wyszehradzkiej[4].
- Nagroda imienia Sérgio Vieira de Mello, Wysokiego Komisarza NZ ds. Praw Człowieka w latach 2002-2003 – coroczna nagroda przyznawana za zasługi na rzecz współistnienia różnych społeczeństw, religii i kultur. Wśród laureatów są m.in. Alaksandar Milinkiewicz i Festiwal Kultury Żydowskiej.
- Wyszehradzkie Rezydencje Literackie – cykl pobytów rezydenckich i wydarzeń literackich, adresowanych do pisarzy/pisarek, poetów/poetek, eseistów/eseistek, krytyków/krytyczek, tłumaczy/tłumaczek literatury i dziennikarzy/dziennikarek z krajów Grupy Wyszehradzkiej (Czechy, Polska, Słowacja i Węgry) organizowany z inicjatywy Międzynarodowego Funduszu Wyszehradzkiego.
- Magazyn literacki RADAR – międzynarodowe pismo literackie, emitowane i wydawane po niemiecku, polsku i ukraińsku.
- SoClose (Enhancing Social Cohesion through Sharing the Cultural Heritage of Forced Migrations) – międzynarodowy projekt finansowany z funduszu europejskiego w ramach programu naukowo-innowacyjnego „Europeans Union’s Horizon 2020”, wzmacniający więzi społeczne oraz wspierający integrację między uchodźcami i migrantami a społecznościami lokalnymi.

## Zarząd i członkowie
Pierwszym przewodniczącym był prof. Jacek Woźniakowski. Obecnie w skład zarządu wchodzą:
- Henryk Woźniakowski – Przewodniczący Zarządu
- Stefan Salamon – Skarbnik
- Romana Maciuk-Agnel – Członek Zarządu

Dyrektorem stowarzyszenia jest Dominika Kasprowicz. Członkami rzeczywistymi Stowarzyszenia Willa Decjusza są m.in.: Józef Lassota, Krzysztof Görlich, Krystyna Zachwatowicz-Wajda, Andrzej Zoll.